# Хидростатика
Хидростатиката е клон на механиката на флуидите, който изучава флуидите в покой и налягането във флуида или упражнявано от флуида върху потопено тяло. Тя обхваща изследването на условията, при които флуидите са в покой в хидростатично равновесие.
Хидростатиката е съществена за хидравликата, инженерството за съхранение, транспорт и употреба на флуидите. Полезна е и при геофизиката и астрофизиката (например за разбиране на тектониката на плочите и аномалиите в земното гравитационно поле), както и при метеорологията, медицината (във връзка с кръвното налягане) и много други области.
Науката на хидростатиката предлага физично обяснение за много феномени от ежедневния живот, като например защо атмосферното налягане се променя с надморската височина, защо дървото и петролът плават върху вода и защо повърхността на водата винаги е равна и хоризонтална, независимо от формата на съда.

## История
Някои от принципите на хидростатиката са познати в емпиричен и интуитивен смисъл още от древността от строителите на кораби, цистерни, акведукти и фонтанти. На Архимед се приписва откриването на закона на Архимед, който съотнася силата на плаваемостта върху обект, който е потопен във флуид, с теглото на флуида, изместен от обекта. Римският инженер Витрувий предупреждава читателите си относно оловни тръби, които се пръсват от хидростатично налягане.
Идеята за налягане и начина на предаването му по флуидите се формулира от френския математик и философ Блез Паскал през 1647 г.

### Хидростатиката в древността

#### Чаша на Питагор
Чашата на Питагор, която датира от около 6 век пр.н.е., е хидравлична технология, чието изобретение се приписва на гръцкия математик Питагор. Тя се използва като инструмент за обучение. Състои се от издълбана линия във вътрешността на чаша и малка вертикална тръба в центъра на чашата, която води към дъното ѝ. Височината на тази тръба е същата като на издълбаната линия във вътрешността. Чашата може да бъде напълнена до линията, без да премине течност в тръбата в центъра. Обаче, когато количеството течност надхвърли тази линия, течността ще прелее в тръбата в центъра на чашата. Поради тегленето, което молекулите упражняват една о друга, чашата се изпразва.

#### Фонтан на Херон
Фонтанът на Херон е устройство, изобретено от Херон, което се състои от струя флуид, която се поддържа от резервоар с флуид. Фонтанът е построен така, че височината на струята надхвърля височината на флуида в резервоара, привидно в нарушение на принципите на хидростатичното налягане. Устройството е съставено от отвор и два съда, разположени един над друг. Средната кана, която е затворена, е напълнена с течност, а няколко канули (малка тръбичка за придвижване на флуиди между съдове) свързват различните съдове. Хванатият в капан въздух в съдовете поражда водна строя през накрайника, изпразвайки водата от средния резервоар.

### Приносът на Паскал
Паскал допринася за развиването както на хидростатиката, така и на хидродинамиката. Законът на Паскал е фундаментален принцип на механиката на флуидите, според който всяко налягане, приложено към повърхност на флуид, се разпределя равномерно сред флуида във всички посоки по такъв начин, че първоначалните промени в налягането не се променят.

## Налягане във флуиди в покой
Поради основната природа на флуидите, те не могат да останат в покой при наличието на натиск от изместване. Все пак, флуидите могат да упражняват налягане, нормално на всяка допираща се повърхност. Ако точка във флуида се счете за безкрайно малък куб, тогава тя следва от принципите на равновесието, че налягането върху всяка страна на тази единица флуид трябва да е равно. Ако това не беше случая, то флуидът би се движил в посока на резултантната сила. Следователно, налягането върху флуид в покой е изотропно, т.е. действа с еднаква големина във всички посоки. Тази характеристика позволява на флуидите да пренасят сила по дължината на тръби, т.е. силата, приложена към флуид в тръба, се предава чрез флуида към другата страна на тръбата. Този принцип е формулиран за пръв път в малко по-разширен вид от Блез Паскал и днес се нарича закон на Паскал.

### Хидростатично налягане
Във флуид в покой всякакво напрежение на триене и инерция изчезва и състоянието на напрежение на системата се нарича хидростатика. Когато това условие на V = 0 се приложи към уравнението на Навие-Стокс, градиентът на налягане става функция на единствено на силите на тялото. За баротропен флуид в консервативно силово поле като гравитационно силово поле налягането, упражнявано от флуид в равновесие става функция от силата, упражнявана от гравитацията.
Хидростатичното налягане може да се определи чрез анализ на контролен обем на безкрайно малък куб флуид. Тъй като налягането се определя като сила, прилагана върху дадена област (p = FA, с p: налягане, F: сила по нормалата към площта A) и единствената сила, действаща на такъв малък куб флуид е тежестта на колоната флуид над него, хидростатичното налягане може да се изчисли според следната формула:
{\displaystyle p(z)-p(z_{0})={\frac {1}{A}}\int _{z_{0}}^{z}dz'\iint _{A}dx'dy'\,\rho (z')g(z')=\int _{z_{0}}^{z}dz'\,\rho (z')g(z'),}
където:
- p е хидростатичното налягане (Pa),
- ρ е плътността на флуида (kg/m3),
- g е гравитационното ускорение (m/s2),
- A е изследваната площ (m2),
- z е височината (успоредна на посоката на гравитацията) на изследваната площ (m),
- z0 е височината на нулевата отправна точка на налягането (m).

За вода и други течности този интеграл може да се опрости значително за много практически приложения, базирайки се на следните предположения: тъй като много течности могат да се считат за несвиваеми, прилично добро приближение може да се направи чрез предполагане на константна плътност на течността (същото предположение не може да бъде направено в газове среда). Също така, тъй като височината h на колоната флуид между z и z0 често е достатъчно малка в сравнение с радиуса на Земята, може да се пренебрегне вариацията на g. При тези обстоятелства, интегралът може да се опрости до формулата:
{\displaystyle p-p_{0}=\rho gh,}
където h е височината z − z0 на колоната течност между изследваната област и нулевата отправна точка на налягането. Тази формула често се нарича закон на Стевин. Трябва да се отбележи, че тази отправна точка не бива да лежи на или под повърхността на течността. В противен случай, интегралът трябва да се раздели на два по отношение на константната ρliquid и ρ(z′)above. Абсолютното налягане, сравнено с вакуум е:
{\displaystyle p=\rho gH+p_{\mathrm {atm} },}
където H е общата височина на колоната течност над изследваната област до повърхността, а patm е атмосферното налягане, тоест налягането, изчислено от останалия интеграл на колоната въздух от повърхността на течността до безкрайност.
Хидростатичното налягане се използва за консервиране на хранителни стоки чрез процес, наречен паскализация.
В медицината, хидростатичното налягане на кръвоносните съдове е налягането на кръвта върху стената. Това е обратното на онкотично налягане.

### Атмосферно налягане
Статистическата механика показва, че за газ с константна температура, T, налягането му, p, ще варира във височина, h, по следния начин:
{\displaystyle p(h)=p(0)e^{-{\frac {Mgh}{kT}}}}
където:
- g е гравитационното ускорение,
- T е абсолютната температура,
- k е константата на Болцман,
- M е масата на една молекула газ,
- p е налягането,
- h е височината.

Тази формула е позната като барометрична формула и може да се изведе, ако налягането се счита за хидростатично.
Ако има множество видове молекули в газа, това уравнение ще даде парциалното налягане за всеки вид. В повечето случаи разпределението на всеки вид газ е независимо от другите видове.

### Плаваемост
Всяка тяло със случайна форма, което е частично или напълно потопено във флуид, ще претърпи действието на сила в противоположна посока на локалния градиент на налягането. Ако този градиент на налягането е породен от гравитация, силата ще бъде във вертикална посока, противоположно на силата на гравитация. Тази вертикална сила се нарича плаваемост и е равна по големина, но обратна по посока, на тежестта на изместения флуид. Математически, това се изразява по следния начин:
{\displaystyle F=\rho gV}
където ρ е плътността на флуида, g е гравитационното ускорение, а V е обемът на флуида, намиращ се над кривата повърхност. В случая на кораб, неговата тежест се балансира от силите на налягане от заобикалящата вода, което му позволява да плава. Ако се натовари с повече товар, корабът ще потъне повече във водата, измествайки повече вода и получавайки по-голяма сила на плаваемост, която да балансира увеличената тежест. Откриването на принципа на плаваемост обикновено се приписва на Архимед.

### Хидростатична сила върху потопени обекти
Хоризонталните и вертикалните компоненти на хидростатичната сила, действаща върху потопена повърхност, се дават от следните изрази:
{\displaystyle {\begin{aligned}F_{\mathrm {h} }&=p_{\mathrm {c} }A\\F_{\mathrm {v} }&=\rho gV\end{aligned}}}
където:
- pc е налягането в медицентъра на вертикалната проекция на потопената повърхност,
- A е площта на същата вертикална проекция на повърхността,
- ρ е плътността на флуида,
- g е гравитационното ускорение,
- V е обемът на флуида, намиращ се над кривата повърхност.

## Течности (флуиди със свободни повърхности)
Течностите могат да имат свободни повърхности, при които взаимодейства с газове или вакуум. По принцип липсата на способност да се издържат на натиск от изместване подсказва, че свободните повърхности бързо ще се нагодят към равновесие. Обаче в малък мащаб съществува важна балансираща сила от повърхностно напрежение.

### Капилярно действие
Когато течностите са ограничени в малки съдове, ефектите на повърхностното напрежение стават важни и водят до образуването на мениск чрез капилярност. Това капилярно действие има дълбоки последствие за биологичните системи, тъй като е част от два водещи механизма за потока на вода в ксилемата на растенията.

### Висящи капки
Без повърхностно напрежение, образуването на капки би било невъзможно. Размерите и стабилността на капките се определят от повърхностното налягане. Това налягане е правопропорционално на свойството за кохезия на флуида.